# Dack Rambo
Pour les articles homonymes, voir Rambo.
Dack Rambo, de son vrai nom Norman Rambo, est un acteur américain né à Earlimart (Californie) le 13 novembre 1941 et décédé à Delano le 21 mars 1994.

## Biographie
Il est surtout connu pour son rôle de Jack Ewing dans la série télévisée Dallas, de 1985 jusqu'à son renvoi en 1987.
Il est mort le 21 mars 1994 à la suite de complications dues au sida. Après avoir été déclaré séropositif au VIH en 1991, il a reconnu être bisexuel et fit campagne contre cette maladie jusqu'à sa mort. Il avait un frère jumeau, Dirk Rambo, mort en 1967.

## Filmographie

### Cinéma
- 1970 : Ya, ya, mon général ! (Which Way to the Front?) : Terry Love
- 1973 : Nightmare Honeymoon d'Elliot Silverstein : David Webb
- 1981 : Riches et célèbres (Rich and Famous) : Kent
- 1989 : The Spring (en) : Andy
- 1990 : Ultra Warrior : Kenner

### Télévision
- 1967 : Le Cheval de fer (The Iron Horse) (série) : Lieutenant Shelby
- 1967 - 1969 : The Guns of Will Sonnett (série) : Jeff Sonnett
- 1970 - 1971 : Gunsmoke (série) : Cyrus Pike / Ira Pickett
- 1971 : Cannon (série) : Bryan Gibson
- 1971 : River of Gold (téléfilm) : Riley Briggs
- 1974 : Hit Lady (téléfilm) : Doug Reynolds
- 1974 : Dirty Sally (série) : Cyrus Pike
- 1975 : Docteur Marcus Welby (Marcus Welby M.D.) (série)
- 1975 : The Rookies (série) : Tommy Locke
- 1977 : Les Forces du mal : Andy Stuart
- 1977 : Wonder Woman (série) : Andros II
- 1977 : Tabatha (Tabitha) (série) : Ted
- 1978 : A Double Life (téléfilm) : Jack Cole
- 1978 - 1979 : Le Signe de justice (Sword of Justice) (série) : Jack Cole
- 1978 et 1984 : L'Île fantastique (Fantasy Island) (série) : Capt. Rawlins
- 1979 et 1986 : La croisière s'amuse (The Love Boat) (série) : Alan Marciano
- 1980 : Waïkiki (téléfilm) : Ronnie
- 1980 : Drôles de dames (Charlie's Angels) (série) : Steve
- 1982 et 1983 : La Force du destin (All My Children) (série) : Steve Jacobi
- 1983 : Hôtel (série) : Chad Lawrence / Warren Nicholson / Kevin Masters
- 1984 : No Man's Land (téléfilm) : Connell
- 1984 : Paper Dolls (série) : Wesley Harper
- 1984 et 1990 : Arabesque (Murder She Wrote) (série) : Arnold Hastings
- 1985 - 1987 : Dallas (série) : Jack Ewing
- 1988 : Lonely Knights (téléfilm) : Brad Moore
- 1988 : Rick Hunter (Hunter) (série) : Député Jason Leffler
- 1989 : Les Routes du paradis (Highway to Heaven) (série) : Larry Nichols
- 1990 et 1991 : Another World (série) : Grant Harrison